# Британский архив карикатур
Британский архив карикатур (BCA) является подразделением Университета Кента. Располагается в Кентербери в графстве Кент, Англия. Занимается сбором политических и остросоциальных карикатур из британских газет и журналов.
Коллекция BCA, созданная в 1973 году, включает в себя 130 000 оригинальных рисунков 350 различных карикатуристов, а также около 90 000 вырезок и библиотеку книг и журналов. Веб-сайт архива предоставляет бесплатный доступ к своим фондам, в том числе к полному каталогу 140 000 изображений.
Архив находится в Библиотеке Темплмана и включает в себя выставочную галерею.

## История
Идея о создании академического учебного центра, посвященного политическим и социальным карикатурам впервые обсуждалась в Кентском университете в 1972 году. Интерес к этой теме возродился благодаря успешной выставке карикатур в Национальной портретной галерее, которая прошла в 1970 году. Доктор Грэм Томас, преподаватель на политическом факультете университета, связался с национальными газетами, чтобы найти сохранившиеся экземпляры карикатур, и обнаружил, что те хотят избавиться от материала, который они держат.
Идея создания «Центра изучения рисунков» начала обретать форму, и вскоре с Флит-стрит прибыла первая коллекция из трех с половиной тонн карикатур — 20 000 оригинальных рисунков. В ноябре 1973 года Кентский университет официально учредил «Центр изучения карикатур и карикатур». За десять лет первоначальное хранилище выросло до коллекции из 70 000 оригинальных рисунков, а к 2009 году их число составило 130 000, что сделало его самым большим архивом произведений британских карикатур.
В 1988 году BCA начала разработку компьютерного каталога, а в 1990 году начала добавлять цифровые изображения своих мультфильмов. В 1996 году на CD-ROM было выпущено около 18 000 каталогизированных карикатур, а через три года все 30 000 каталогизированных изображений стали доступны через веб-сайт BCA. Этот каталог в настоящее время содержит 140 000 изображений, и в некоторых крупных коллекциях исследователи могут увидеть различные изображения рисунков, включая их оригиналы, изображения с печатной формы и окончательную версию на газетной бумаге.